# Micrura pardalis
Micrura pardalis är en djurart som tillhör fylumet slemmaskar, och som beskrevs av Alfred Cort Haddon 1886. Micrura pardalis ingår i släktet Micrura och familjen Lineidae. Inga underarter finns listade i Catalogue of Life.